# Elma Saiz
Elma Saiz Delgado (Pamplona, 2 de diciembre de 1975) es una política, abogada y profesora universitaria española, actual ministra de Inclusión, Seguridad Social y Migraciones desde 2023.
Saiz es licenciada en Derecho por la Universidad de Navarra y especialista en fiscalidad. En la política activa desde 2003, cuando entró a formar parte del Parlamento de Navarra, desde entonces ha tenido diversos cargos de ámbito regional, llegando a ser consejera de Economía y Hacienda y portavoz del Gobierno de Navarra entre 2019 y 2023.
En la política nacional, durante el segundo mandato de José Luis Rodríguez Zapatero fue delegada del Gobierno en Navarra. Posteriormente, desde la constitución del tercer gobierno de Pedro Sánchez, el 21 de noviembre de 2023, ha desempeñado el cargo de ministra de Inclusión, Seguridad Social y Migraciones.

## Biografía
Nacida en Pamplona (Navarra) el 2 de diciembre de 1975, Saiz Delgado es licenciada en Derecho por la Universidad de Navarra y posee un Máster en Asesoría Fiscal por la misma Universidad. Ha realizado diversas tareas de asesoramiento fiscal en diferentes empresas del ámbito navarro, y también ha sido docente, colaborando en los másteres de Derecho de Empresa y de Asesoría Fiscal en la Universidad de Navarra, así como en la Escuela de Práctica Jurídica y en la titulación de Derecho en la misma institución. También, ha colaborado como docente en el Máster en Asesoramiento Fiscal, Laboral y Contable en la Universidad Pública de Navarra y ha impartido diversos certificados de profesionalidad.
Trabajó en el Departamento de Desarrollo Normativo y Fiscalidad del Departamento de Economía y Hacienda del Gobierno de Navarra. Miembro del Partido Socialista de Navarra (PSN-PSOE) desde 2004, fue diputada del Parlamento Foral de Navarra.
Entre 2008 y 2012, con José Luis Rodríguez Zapatero en el Gobierno de la Nación, fue nombrada delegada del Gobierno en la Comunidad Foral de Navarra, siendo la primera mujer y la persona más joven en ostentar el cargo. Tras el cambio de Gobierno, volvió al ámbito regional, donde fue nombrada directora del Instituto Navarro para la Igualdad y Familia, cargo que desempeñó brevemente pues, a mediados de 2012, la ruptura del pacto de gobierno entre UPN y el PSN-PSOE supuso la salida de estos últimos del mismo.
Entonces regresó a su trabajo de asesoría fiscal a empresas, hasta que en 2019, tras la vuelta del PSN-PSOE a la presidencia foral, la presidenta María Chivite la nombró consejera de Economía y Hacienda del Gobierno de Navarra, cargo que desempeñó hasta la constitución del segundo Gobierno de Chivite en 2023. Asimismo, participó en las elecciones municipales de 2023 como cabeza de lista de su partido, resultando electa concejal del Ayuntamiento de Pamplona.

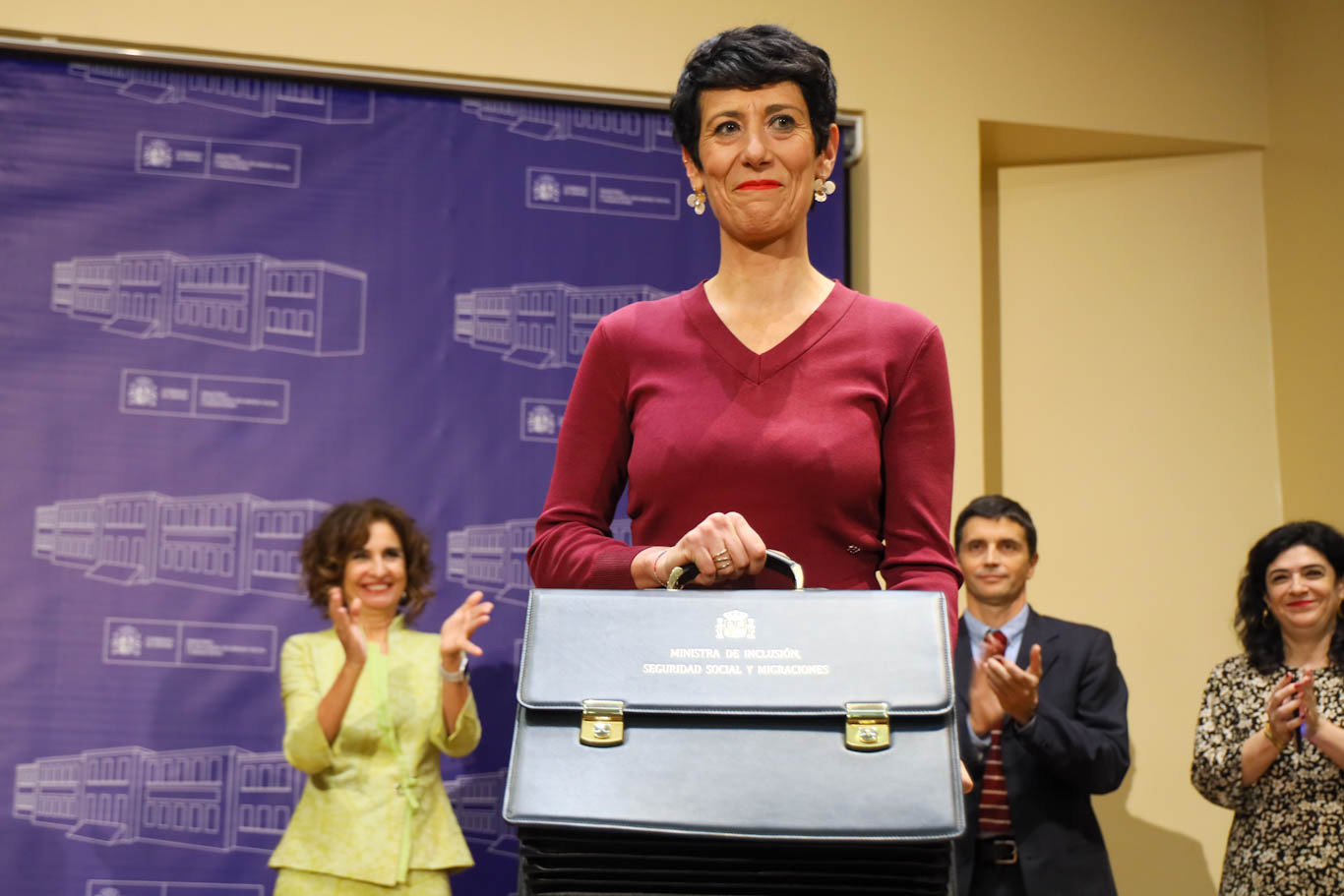
Elma Saiz, tras recibir la cartera ministerial de manos de su predecesor, José Luis Escrivá.

A finales de ese año, el presidente del Gobierno, Pedro Sánchez, la propuso como ministra de Inclusión, Seguridad Social y Migraciones en su tercer Gobierno. Tras ser nombrada por el rey Felipe VI, tomó posesión del cargo el 21 de noviembre de 2023, volviendo a la política nacional tras más de una década.
Compareció ante la comisión de investigación del caso Koldo el 27 de junio de 2024, siendo propuesta por UPN al haber sido consejera de Economía y Hacienda del Gobierno de Navarra durante la contratación pública de la compra de mascarillas en la pandemia del COVID-19. En su comparecencia, el senador popular Salvador Foronda criticó la auditoría contable realizada por la Cámara de Comptos de Navarra como insuficiente. En respuesta, Saiz defendió la actuación de la Cámara y negó haber estado implicada en la auditoría al no corresponder a su jurisdicción. Acusó al PP de usar las investigaciones como propaganda política, siendo su comparecencia innecesaria. Aunque afirmó haber conocido a Koldo García, alegó no haber mantenido una relación con él ni conocer la trama de corrupción o su implicación en los contratos.